# Бардело
Бардѐло (на италиански: Bardello; на ломбардски: Bardèl, Бардел) е село и община в Северна Италия, провинция Варезе, регион Ломбардия. Разположено е на 263 m надморска височина. Населението на общината е 1605 души (към 2017 г.).